# Mogátar
Mogátar es una localidad española perteneciente al municipio de Fresno de Sayago, en la provincia de Zamora, y la comunidad autónoma de Castilla y León.
Su término pertenece a la histórica y tradicional comarca de Sayago. Junto con las localidades Fresno y Los Maniles, conforma el municipio de Fresno de Sayago.

## Topónimo
El nombre 'Mogátar' muestra un inequívoco aire arábigo. Posiblemente derive de una raíz que tiene continuidad en las raras voces “mogate”, cuyo significado es barniz de alfarero, o “mogato”, con significado de cubierta. Una variante morfológica de esta misma raíz es “mudattar”, es decir, lugar abrigado; tal calificativo podría haber sido aplicado al enclave donde se ubica el pueblo; de ahí el actual Mogátar. Esta teoría arabista casa con la ubicación del pueblo, situado en una vaguada incisa en la ladera orientada al mediodía de una loma. Sin embargo, hay alguna dificultad en admitir que el léxico local incluyera tal vocablo; y la evolución mudattar > Mogátar no es fonéticamente irreprochable. En cualquier caso, el topónimo carece de conexión con la serie regional de los Muga, Mogadouro y Mugadero (topónimo menor cercano al Duero), que derivan, como señala Riesco Chueca, de "muga" con significado de "divisoria, frontera".
Una segunda interpretación, basa el origen del topónimo en los pobladores celtas. De esta forma, Mogátar derivaría de "moga", con significado de valle verde y fértil por el cual pasa un río y la terminación "tar" es el lugar de dicho río.
El topónimo Maniles, barrio de Mogátar, podría derivar de “manere”, vocablo latino que significa permanecer o quedar, con lo que el significado de "Los Maniles" sería "los que se quedaron o permanecieron". Este dato viene arropado por la leyenda popular de que Mogátar surgió tras las diferencias entre dos hermanos, uno de los cuales decidió trasladar su residencia, e instalarse a poco más de ½ km de distancia, junto a la vía romana que unía Zamora con Carbellino.

## Geografía física

### Ubicación
Mogátar se encuentra situado a 25 km de Zamora, la capital provincial, junto a la ZA-320 y en la ladera sur de un cerro de 826 m s. n. m., en cuya cima se encuentra situada la iglesia y la antigua escuela de este pueblo y del cercano pueblo de Los Maniles.

## Flora y fauna

### Flora
Es más bien escasa, se limita a monte encina, pequeños sotos de fresnos, álamos, chopos, matorrales, pequeños arbustos y todos aquellos que resisten muy bien en terreno seco y escabroso.

### Fauna
Podemos encontrar distintos tipos de aves tales como: tordos, estorninos, zorzales, urracas, abejarucos, alcaudones, cuervos, cucos, etc. llegándose incluso a ver la cigüeña negra (considerada en peligro de extinción).
Algunas especies han desaparecido como es el caso de la preciada tenca, debido a las graves sequías de los últimos años y, otras, están en peligro de extinción como es el caso del lagarto ocelado. También hay otras que están proliferando como es el caso del jabalí y de los lobos.

## Historia
En el cruce de la calzada Zamora-Almeida con el camino Malillos-Peñausende, el topónimo "El Castillo" nos vuelve a épocas prerromanas. Ladera abajo, próxima a Las Eras, Peña Grande, es piedra oscilante. En la roca del suelo, unos pequeños hoyos semejan cazoletas. Despoblados romanos hay dos: Los Casales del Corralino y Los Casales del Villar. En este último, se han encontrado estelas, molinos y abundante cerámica.
En la Edad Media, Mogátar quedó integrado en el Reino de León, época en que habría sido repoblado presumiblemente por sus monarcas en el contexto de las repoblaciones llevadas a cabo en Sayago.
Posteriormente, en la Edad Moderna, Mogátar estuvo integrado en el partido de Sayago de la provincia de Zamora, tal y como reflejaba en 1773 Tomás López en Mapa de la Provincia de Zamora.
Así, al reestructurarse las provincias y crearse las actuales en 1833, la localidad se mantuvo en la provincia zamorana, dentro de la Región Leonesa, integrándose en 1834 en el partido judicial de Bermillo de Sayago, dependencia que se prolongó hasta 1983, cuando fue suprimido el mismo e integrado en el partido judicial de Zamora.

## Geografía humana

### Demografía
| Gráfica de evolución demográfica de Mogatar entre 1842 y 1960 |
| |
| Población de derecho según los censos de población del INE Población de hecho según los censos de población del INEEntre el censo de 1970 y el anterior, este municipio desaparece porque se integra en el municipio 49077 (Fresno de Sayago) |

## Patrimonio
- Parroquia de Nuestra Señora de la Natividad, separada unos 400 m del núcleo urbano de Mogátar y compartida con el cercano pueblo de Los Maniles. De origen incierto, posiblemente románico, muestra la existencia de diversas restauraciones que han transformado su primitiva fisonomía. Consta de una sola nave, con bóveda sobre el retablo mayor, y campanario que ha sido reforzado con dos muros de contención que han evitado su derrumbe. La talla de la virgen es de Gil de Ronza. En el mismo paraje, denominado El Cerro, se conserva  una cruz de piedra que seguramente formaría parte del Vía Crucis.
- La Escuela, situada en el mismo paraje que la iglesia, es un edificio al que la emigración ha desprovisto de su uso docente, pero en el que se muestra un claro ejemplo de la arquitectura civil de Mogátar y de Sayago en general.
- Peña Grande, paraje dominado por una descomunal peña de granito, situada en tal posición que simula un frágil equilibrio, debido a la poca base sobre la que se sostiene.

## Cultura

### Fiestas
La fiesta principal, en honor de Nuestra Señora de la Natividad, es celebrada anualmente cada 8 de septiembre, consistiendo su programa festivo en la correspondiente misa matutina y posterior procesión, junto a otras actividades más lúdicas, tanto para niños como para adultos. Por la tarde, después del Rosario, se hace la tradicional ofrenda a la Virgen, momento en el que cada vecino ofrece a la Santa lo que económicamente estime conveniente. La fiesta continúa hasta altas horas de la madrugada, aderezada por la clásica verbena popular.
Existen otras fiestas importantes, aunque no tan celebradas, como el Ofertorio del último del último domingo de septiembre; San Antón, el 17 de enero; San Felipe, el 1 de mayo; la Cofradía de la Santa Cruz, del 3 de mayo; San Isidro Labrador, el 15 de mayo; Nuestra Señora del Rosario, el 7 de octubre, y Santa Catalina, el 25 de noviembre. Estas últimas fiestas, causantes en otras épocas de momentos de gran algarabía en Mogátar, están actualmente cayendo junto con muchas tradiciones en el más profundo olvido, siendo esta una de las principales consecuencias directas del fuerte envejecimiento actual y de la despoblación que originaron las corrientes migratorias del pasado siglo XX.

### Vestimenta
Tiene como denominador común la tosquedad y rudeza de sus paños, en los que contrastan hermosos y coloristas bordados a veces con tejidos ricos (sedas o telas reutilizadas de pañuelos estampados), conformando decoraciones florales y zoomorfas. Parecidos temas ornamentales se realizan sobre todo en mandiles, con lentejuelas, también con mostacilla que ocupan muchas veces toda la superficie de la prenda; los colores de ésta, sobre la que se borda son negros o muy oscuros, de forma que el dibujo resaltará y se rematan casi siempre en su parte baja con seda.